# Diphucephala spreta
Diphucephala spreta är en skalbaggsart som beskrevs av Blackburn 1892. Diphucephala spreta ingår i släktet Diphucephala och familjen Melolonthidae. Inga underarter finns listade i Catalogue of Life.